# EMU3000 series
A série EMU3000 é uma série de trens elétricos de múltiplas unidades (EMU) operados pela Taiwan Railways Administration (TRA). Os trens são construídos pela empresa japonesa Hitachi Rail como trens interurbanos e espera-se que entrem no serviço de passageiros até o final de 2021. 